# Calcutta (Taxi, Taxi, Taxi)
Calcutta (Taxi, Taxi, Taxi) – debiutancki singel szwedzkiego muzyka Dr. Bombaya wydany w 1997 i 1998 roku.
Singel umieszczono na albumie Rice & Curry.
W 2007 roku Basshunter szwedzki wykonawca eurodance wykonał remiks utworu, został on umieszczony jako „Calcutta 2008” (Basshunter Remix) na albumie The Hits Dr. Bombaya, który został wydany przez Warner Music w 2007 roku.

## Lista utworów
- CD maxi-singel (1998)[2]

1. „Calcutta” (Original Version) – 3:20
2. „Calcutta” (Extended Version) – 4:16
3. „Calcutta” (Karaokee Version) – 3:18
4. „Calcutta” (Alternative Mix) – 4:16

- CD singel (kwiecień 1998)[3]

1. „Calcutta” (Original Version) – 3:20
2. „Calcutta” (Extended Version) – 4:16

- CDr, singel promocyjny, Plastic Sleeve[4]

1. „Calcutta 2008” (Basshunter Remix)

## Notowania na listach przebojów
| Kraj       | Lista (1997/1998/1999) | Najwyższa pozycja |
| ---------- | ---------------------- | ----------------- |
| Szwecja    | Top 60 Singles         | 1                 |
| Norwegia   | Top 20 Singles         | 2                 |
| Niemcy     | Top 100 Singles        | 28                |
| Austria    | Singles Top 75         | 31                |
| Szwajcaria | Singles Top 75         | 35                |